# 바드룰바두르
바드룰바두르(Badroulbadour) 공주는 한나 디야브(Hanna Diab)가 구술하고 앙투안 갈랑이 채록한 알라딘과 마법의 램프 이야기에 나오는 공주로 알라딘과 결혼한다. 디즈니 프린세스 자스민 공주의 모티프이다. 